# Дорошенко, Елена Алексеевна
Елена Алексеевна Дорошенко (4 августа 1920 г., Москва — 28 марта 1998 г., Москва) — советский российский востоковед, историк-иранист, специалист по иранской истории XX в. и роли шиизма в истории Ирана, доктор исторических наук, старший научный сотрудник Института востоковедения РАН.

## Биография
Елена Алексеевна Дорошенко родилась 4 августа 1920 г. в Москве. В 1938 г. поступила на истфак МГУ им. М. В. Ломоносова. В 1942 г. прошла курсы радистов-операторов в Казани. В апреле 1942 — ноябре 1943 гг. служила в частях ВИОС отдельной московской армии противовоздушной обороны. Уволена в запас по болезни в звании старшего сержанта. Награждена орденом Отечественной войны II степени.
В 1943 г. восстановилась в университете. Изучала персидский язык под руководством С. С. Майзеля и Г. В. Арсаниса. В 1945 г. окончила восточное отделение исторического факультета МГУ. В 1945—1947 гг. работала референтом по вопросам Востока в НИИ-205 при ЦК ВКП(б), затем в Антифашистском комитете советской молодежи.
В 1952 г. под руководством Б. Н. Заходера защитила кандидатскую диссертацию «Антинародная политика иранского правительства Реза-шаха в области образования (1927—1941 гг.)».
В 1953 г. стала научным сотрудником Института востоковедения АН СССР, с 1970 г. — старшим научным сотрудником.
В 1997 г. защитила докторскую диссертацию «Роль шиитского духовенства в общественно-политической жизни Ирана, конец XIX — 90-е годы XX века». Работа была подтверждена ВАК за 8 дней до смерти автора.

## Научная деятельность
Основная область научных интересов — история Ирана XX в., роль шиизма в его истории.
Основные работы посвящены шиитскому духовенству и его общественно-политической позиции на разных этапах истории Ирана. В работе «Шиитское духовенство в современном Иране» (1975) рассматриваются концепции идеологов шиизма. Автор исследует особенности шиитской догматики, организацию духовенства, источники его доходов и место в политико-правовой системе государства и системе образования. Исследователь изучает роль духовенства в общественно-политической жизни Ирана в 20-80-е годы XX в., его отношение к династийному перевороту, реформам Реза-шаха Пехлеви и к дальнейшим событиям. Особое внимание уделено расстановке сил внутри духовенства и его участию в событиях 1978—1979 гг.
В монографии «Шиитское духовенство в двух революциях: 1905—1911 и 1978—1979 гг.» (1998) автор рисует широкую картину участия шиитского духовенства в переломных для Ирана событиях — «конституционной» революции 1905—1911 гг. и «исламской» революции 1978—1979 гг. Рассматривается социально-экономические и политические предпосылки революций, место в религиозной системе различных шиитских течений (ахбаризм, шейхизм, усулизм и «ереси» (бабизм, бехаизм)), идеологическое обоснование участия духовенства в революциях, позиция представителей духовенства по вопросам политики, экономики, международных отношений. Анализируются противоборствующие тенденции внутри этой социальной группы. Разбираются социально-политические и экономические взгляды Рухоллы Мусави Хомейни. Исследуются этапы формирования исламской республики как особой формы государственности.

## Основные работы
- Идеологические основы иранских учебников периода правления Реза-шаха Пехлеви // КСИВ. АН СССР. № 14. М., 1955. С. 58-67.
- Об исторической науке в Иране // Вопросы истории .1955. № 7. С. 187—191.
- Государственный строй Ирана. М.: Госюриздат, 1957. 63 с. (соавт. Л. М. Кулагина)
- Система просвещения в Иране. М.: Изд-во вост. лит., 1959. 84 с.
- Об исторических взглядах Аббаса Эгбаля // Иран. М., 1963. С. 229—252.
- Пока не вернулся «скрытый имам» // Наука и религия. 1970. № 7. С. 66-70.
- Шиитское духовенство в современном Иране. М.: Наука, 1975. 171 с.; 2-е изд., испр. и доп. М. : Наука, 1985. 229 с.
- Политические традиции шиизма и антимонархическое движение в Иране // Народы Азии и Африки. 1980. № 6. с. 58-66.
- Зороастрийцы в Иране: Историко-этнографический очерк. М.: Наука, 1982. 133 с.
- Некоторые аспекты шиитско-суннитских отношений // Ислам в странах Ближнего и Среднего Востока. М., 1982. С. 131—143.
- Эволюция исламских концепций в официальной идеологии Ирана (1963—1983) // Ислам и проблемы национализма; в странах Ближнего и Среднего Востока. М., 1986. С. 173—193.
- Иранская интеллигенция вчера и сегодня // Культурные процессы в развивающихся странах. М., 1986. С. 179—186.
- Внутренняя политика правительства Раджаи. Начало ирано-иракской войны (глава) // Иранская революция 1978—1979 гг. М., 1989. С. 129—232.
- Обострение противоборства в верхах и устранение А. Банисадра с поста президента (глава) // Иранская революция 1978—1979 гг. М., 1989. С. 232—241.
- «Исламская культурная революция» (глава) // Иранская революция 1978—1979 гг. М., 1989. С. 253—259[1].
- Шиитское духовенство в двух революциях: 1905—1911 и 1978—1979 гг. М.: Институт востоковедения РАН, 1998. 246 с.